# Стефан (епископ Новгородский)
Епископ Стефан — епископ Русской православной церкви, епископ Новгородский.

## Биография
Был хиротонисан во епископы на новгородскую кафедру киевским митрополитом Ефремом в 1060 году (по другим данным — в 1061 году) из иноков Киево-Печерской обители и управлял епархиею около восьми лет.
При нём в 1067 (6575) году удельный князь Полоцкий Всеслав Брячиславич сделал внезапное нападение на Новгород и выжег его до Неревского конца, многих увёл в плен и ограбил Софийский собор.
В 1068 (по другим сведениям, в 1069) году он, или по нуждам церковным, или по требованию митрополита, отправился в Киев и в дороге был задушен своими холопами.